# Barbitistini
Barbitistini – plemię owadów prostoskrzydłych z rodziny pasikonikowatych i podrodziny długoskrzydlakowych. Rodzajem typowym jest Barbitistes.

## Zasięg występowania
Zach. Palearktyka. Przedstawiciele tego plemienia występują w Europie oraz płn.-zach. części Azji. 
W Polsce występuje 10 gatunków.

## Systematyka
Do Barbitistini zaliczanych jest 286 gatunków zgrupowanych w 14 rodzajach:
- Ancistrura
- Andreiniimon
- opaślik (Barbitistes)
- Dasycercodes
- Euconocercus
- Isoimon
- Isophya
- Kurdia
- wątlik (Leptophyes)
- Metaplastes
- Orthocercodes
- Phonochorion
- pstrokaczek (Poecilimon)
- Polysarcus